# (2411) Zellner
(2411) Zellner es un asteroide perteneciente al cinturón de asteroides, descubierto el 3 de mayo de 1981 por Edward Bowell desde la Estación Anderson Mesa (condado de Coconino, cerca de Flagstaff, Arizona, Estados Unidos).

## Designación y nombre
Designado provisionalmente como 1981 JK. Fue nombrado Zellner en honor al astrónomo estadounidense Benjamin H. Zellner.